# On the Wings of Love
On the Wings of Love es una serie de televisión filipina transmitida por ABS-CBN desde el 10 de agosto de 2015. Está protagonizada por James Reid y Nadine Lustre en su primera serie en horario estelar.

## Argumento
Leah es una chica sencilla que  sueña con una vida americana y Clark es un chico que vive su vida estadounidense. Ellos dos se ven obligados a casarse con el fin de permanecer legalmente y seguir trabajando en los Estados Unidos.

## Elenco

### Elenco principal
- James Reid como Clark Medina.
- Nadine Lustre como Leah Olivar-Medina.

### Elenco secundario
- Joel Torre como Soliman "Tatang Sol" Olivar.
- Cherry Pie Picache como Jacqueline "Tita Jack" Fausto.
- Nanette Inventor como Pacita "Lola Pachang/Ima" Magtoto-Fausto.
- Albie Casiño como Diego "Jigs" Fausto.
- Bianca Manalo como Tiffany Olivar-Carpio.
- Nico Antonio como Antonio "Tolayts" Carpio.
- Isay Álvarez como Veronica "Rona" Wyatt.
- Paulo Avelino como Simon Evangelista.

### Elenco extendido
- Matt Evans como Adrian Velasco.
- Nhikzy Calma como Gabriel "Gabby" Olivar.
- Kyle Echarri como Brent Wyatt.
- Andre García como Jordan Medina.
- Laiza Comia como Jennifer "Jenny" Medina.
- Bailey May como Harry Fausto.
- Ylona García como Audrey Olivar.
- Ysabel Ortega como Angela Stevens.
- Juan Miguel Severo como Rico.
- Benj Manalo como Axl.
- Rafael "Paeng" Sudayan como Kiko.
- Paolo O'Hara como Abet Fausto.
- Jordan Castillo como Romer Fausto.
- Ruby Ruiz como Aling Lolit.
- Geraldine Villamil como Kapitana.
- Joel Saracho como Mama Lulu.
- Cheska Iñigo como Diana Stevens.
- Jhustin Agustín como Rodolfo.

### Participaciones especiales
- Avery Balasbas como Leah Olivar (joven).
- Josh Ford como Clark Medina (joven).
- Trojan Moreno como Diego "Jigs" Fausto (joven).
- Belle Mariano como Tiffany Olivar (joven).
- Katya Santos como Ofelia Fausto-Medina.
- Lee O'Brian como Arthur Wyatt.
- Miguel Faustmann como Kenneth.
- Thou Reyes como Denzel.
- Jason Francisco como Cullen.
- Ynna Asistio como Maggie Regalado.
- Anna Luna como Juliet Pérez.
- Japo Parcero como Monette.
- Paul Cabral como diseñador de vestido de novia.
- El hermano del paso de Clark como el marido de Bea.
- James Vincent Martínez como Andres Suntay.
- Anne Curtis como ella misma.